# Erster Vicksburg-Feldzug
Der erste Vicksburg-Feldzug (2. November 1862 bis 29. März 1863) war eine gescheiterte militärische Operation der Nordstaaten während des Amerikanischen Bürgerkrieges auf dem westlichen Kriegsschauplatz. Der Feldzug fand beiderseits des Mississippi in den Bundesstaaten Mississippi, Arkansas und Louisiana statt. Ziel des Feldzuges war, den Mississippi militärisch und wirtschaftlich uneingeschränkt nutzen zu können. Durch die Eroberung der Stadt Vicksburg, Mississippi hätte dieses Ziel erreicht werden können. Es gelang der Tennessee-Armee unter Generalmajor Ulysses S. Grant in einer Serie von Schlachten, Gefechten und Umgehungsoperationen jedoch nicht, die Stadt zu erobern.

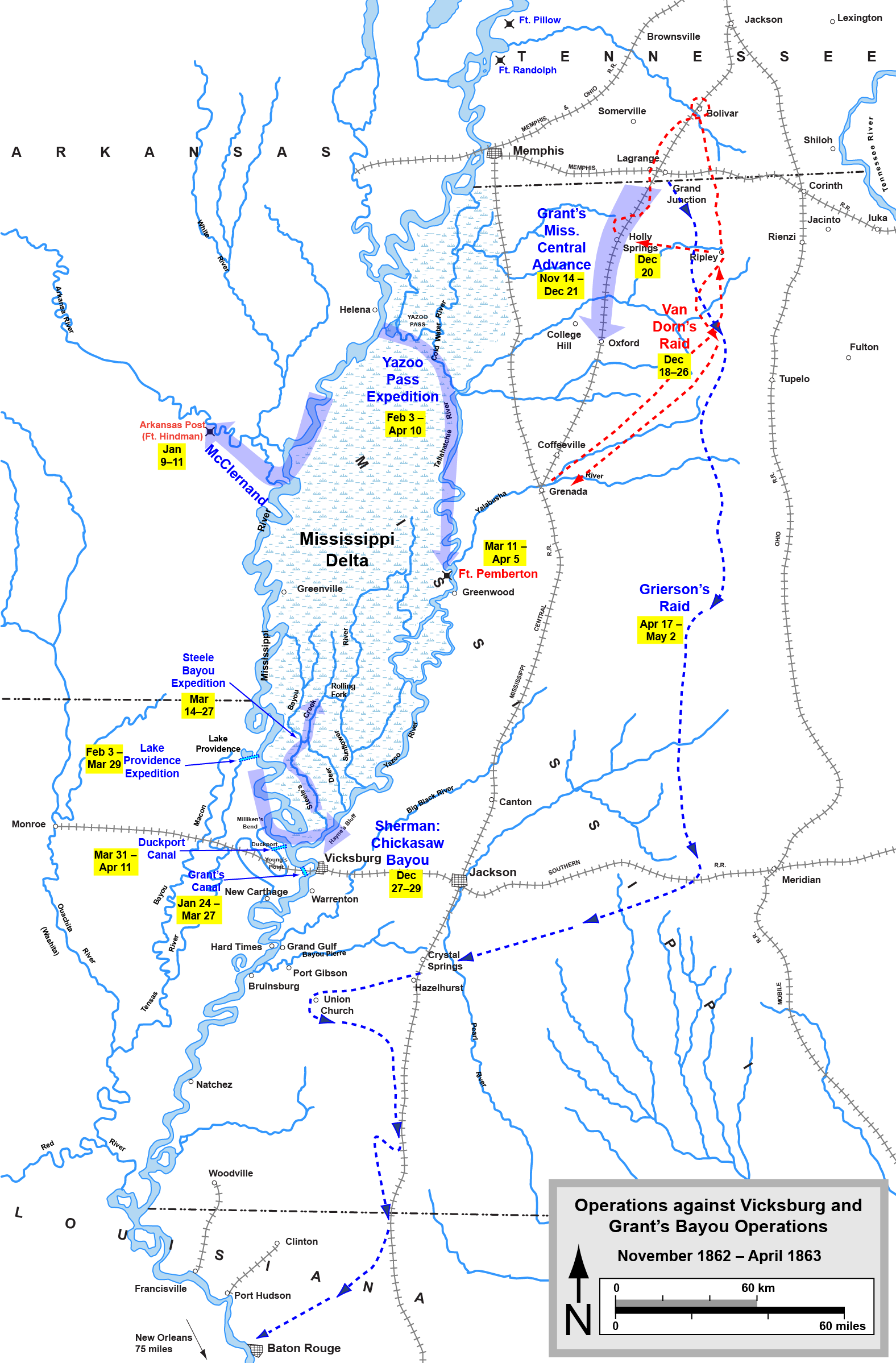
Erster Vicksburg-Feldzug

Chickasaw Bayou – Arkansas Post

## Vorgeschichte
Abraham Lincoln war davon überzeugt, dass die Festungsstadt Vicksburg der Schlüssel zum Sieg im amerikanischen Bürgerkrieg sein könnte. Vicksburg und Port Hudson, Louisiana waren die letzten Bollwerke der Konföderation, die die vollständige Kontrolle des Mississippi durch die Union verhinderten. Gegen Angriffe vom Fluss her war die Stadt gut geschützt. Admiral Farragut hatte dies bei dem fehlgeschlagenen Versuch festgestellt, Vicksburg im Mai 1862 mit Marinestreitkräften einzunehmen.
Für die Konföderation war Vicksburg das Scharnier, mit dem die westlichen Teile der Konföderation mit dem Hauptgebiet verbunden waren. Der Verlust der Stadt bedeutete nicht nur den Wegfall der sicheren Verbindung mit dem Westen, sondern auch der Kontrolle des Verkehrs auf dem Mississippi und den Verlust großer Teile des Bundesstaates Mississippi.
Der einfache Plan zur Eroberung von Vicksburg sah vor, die Tennessee-Armee Generalmajor Grants aus Memphis, Tennessee nach Süden und die Golf-Armee Generalmajor Banks’ aus New Orleans, Louisiana nach Norden antreten zu lassen. Banks Vormarsch ging jedoch nur langsam vorwärts und blieb vor Port Hudson, 135 Meilen südlich von Vicksburg, stecken. Grant übernahm die Hauptverantwortung in den beiden Feldzügen gegen Vicksburg, da Banks Angriffsbemühungen nur wenig erfolgreich waren.

### Die Befehlshaber und Kommandeure
Die Hauptakteure auf Seiten der Union waren die Generalmajore Grant, Sherman, McClernand und Banks.

Befehlshaber und Kommandierende Generale der Union
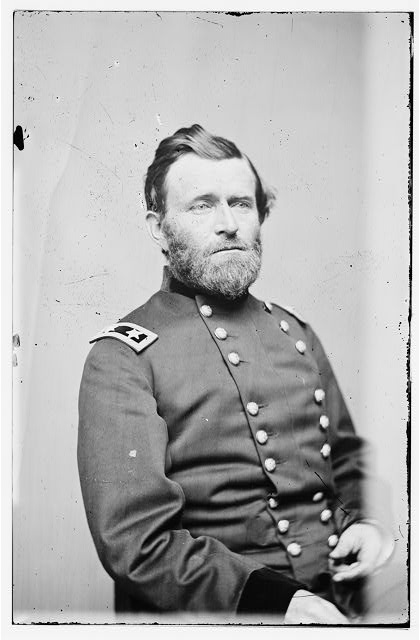
Generalmajor Ulysses S. Grant
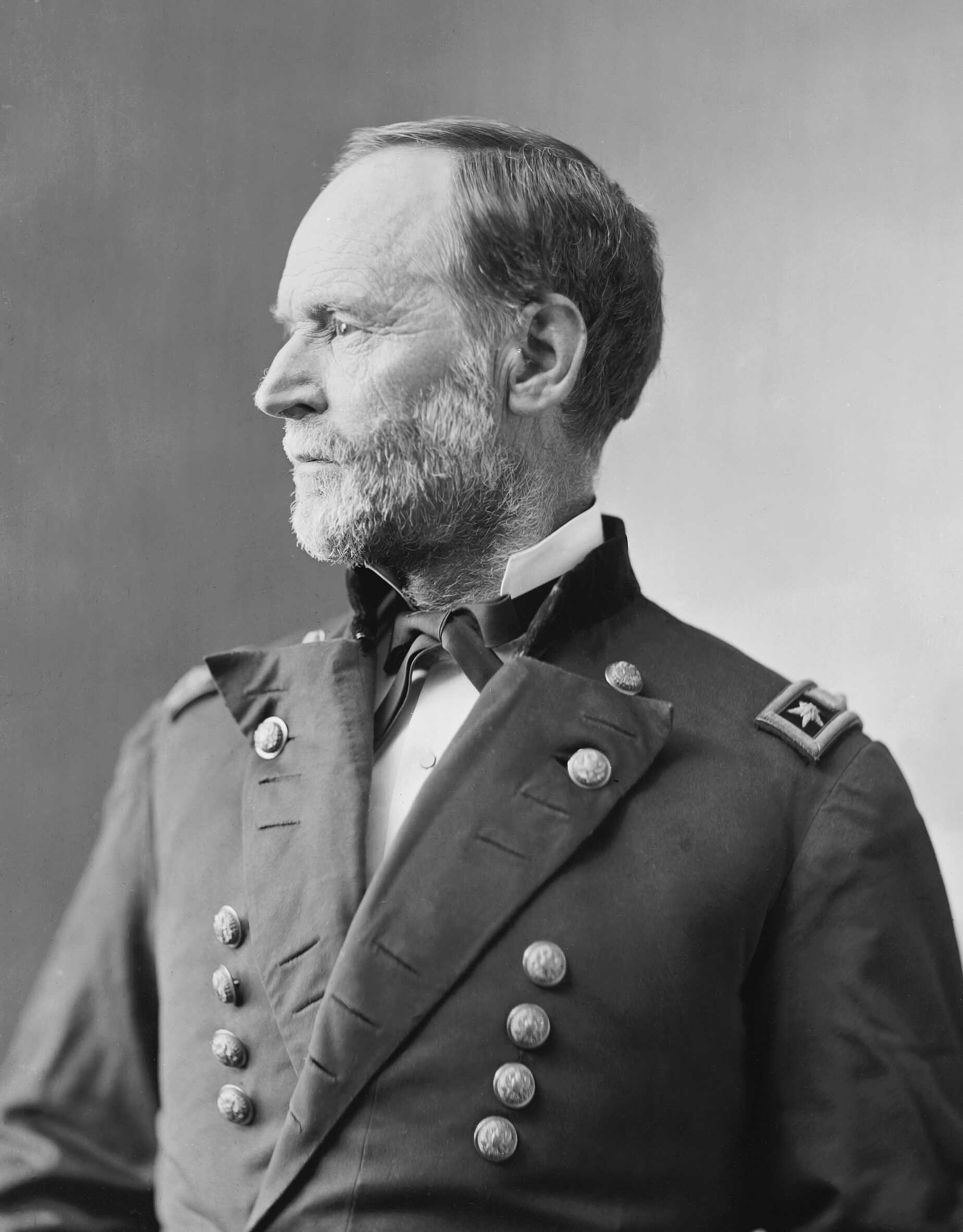
Generalmajor William T. Sherman
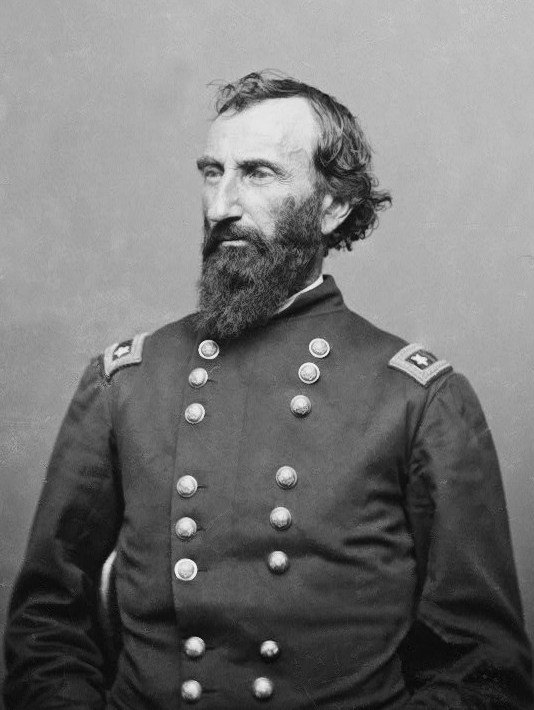
Generalmajor John A. McClernand
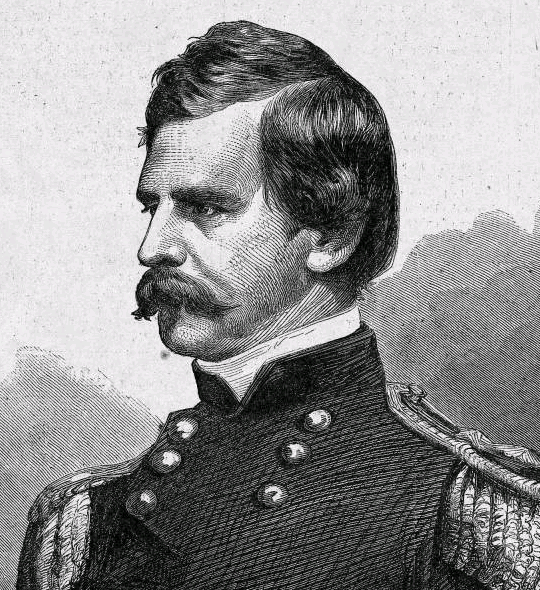
Generalmajor Nathaniel P. Banks

Nach der Berufung Generalmajor Hallecks nach Washington, D.C. wurde Grant am 16. Oktober 1862 Befehlshaber des Wehrbereichs Tennessee. William T. Sherman und John A. McClernand waren unterstellte Divisionskommandeure und später Kommandierende Generale der Tennessee-Armee. McClernand war einer der vielen politischen Generale, die im US-Heer dienten, und erhielt von Lincoln am 20. Oktober 1862 die Erlaubnis, einen Großverband im südlichen Illinois aufzustellen und mit diesem einen Angriff auf Vicksburg durchzuführen. McClernand hoffte, durch militärischen Ruhm seinen politischen Einfluss wieder vergrößern zu können.
Die Befehlshaber der konföderierten Truppen  waren General Joseph E. Johnston, Befehlshaber West und Generalleutnant John C. Pemberton, Oberbefehlshaber des konföderierten Wehrbereichs Mississippi und Ost-Louisiana. Pemberton stellte in seinem Wehrbereich am 7. Dezember 1862 zur Verteidigung Vicksburgs die Mississippi-Armee auf und befehligte sie. Ihm unterstanden bei Beginn des Feldzuges die Generalmajore Sterling Price und Earl Van Dorn als Kommandierende Generale der Mississippi-Armee.

Oberbefehlshaber, Kommandierende Generale und Kommandeure der Konföderation
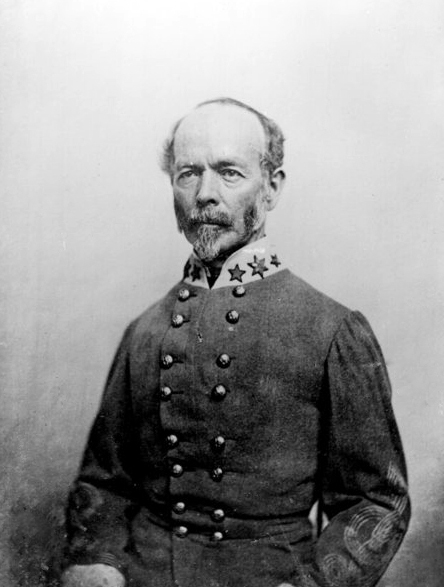
General Joseph E. Johnston
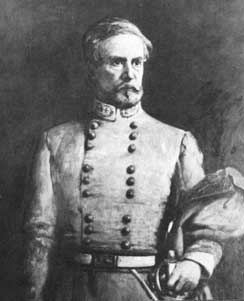
Generalleutnant John C. Pemberton
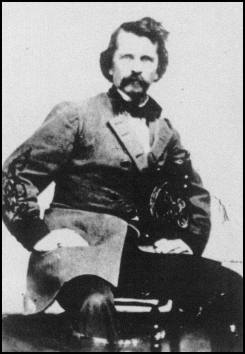
Generalmajor Earl Van Dorn
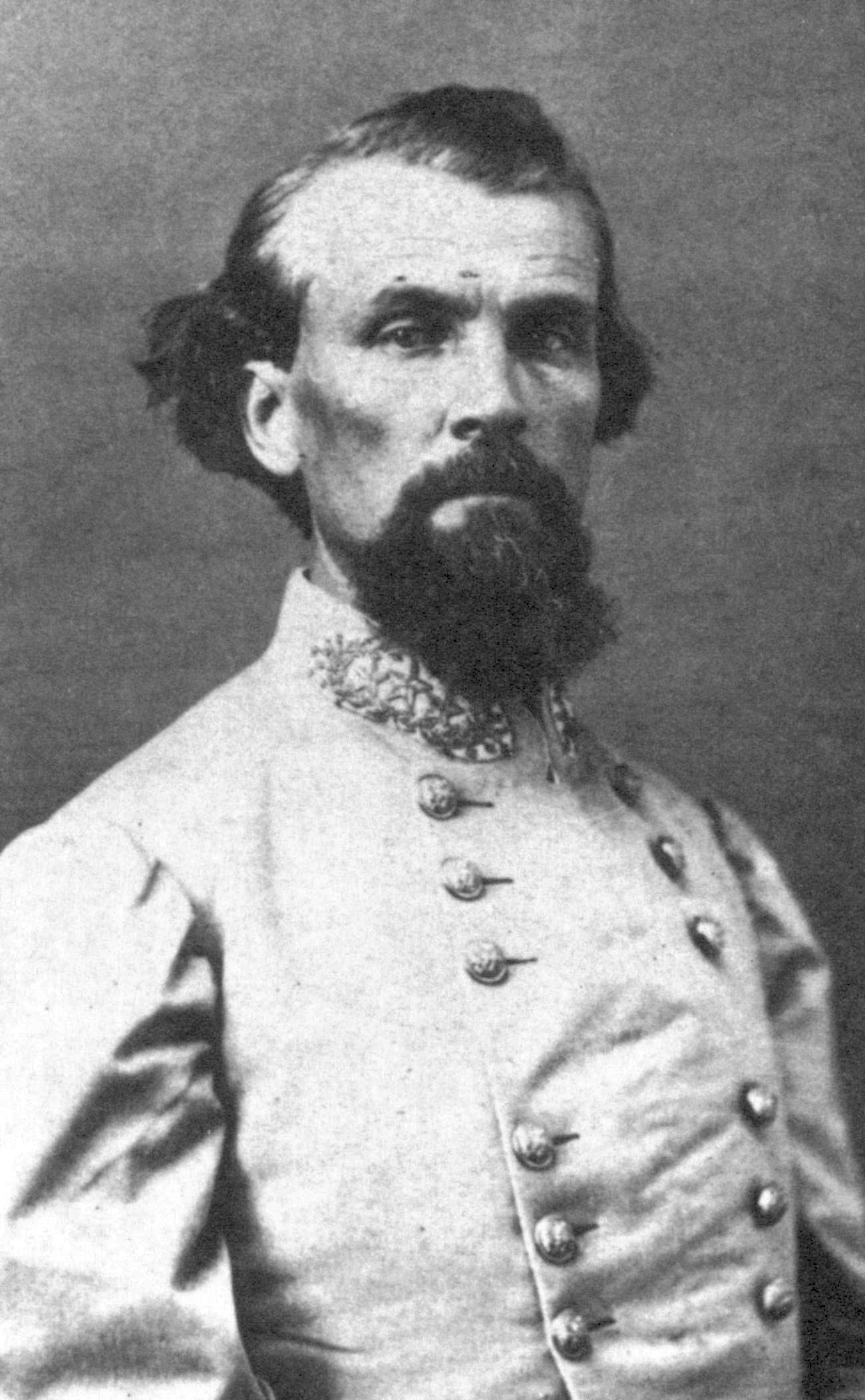
Brigadegeneral Nathan B. Forrest

### Gelände und Operationsplan

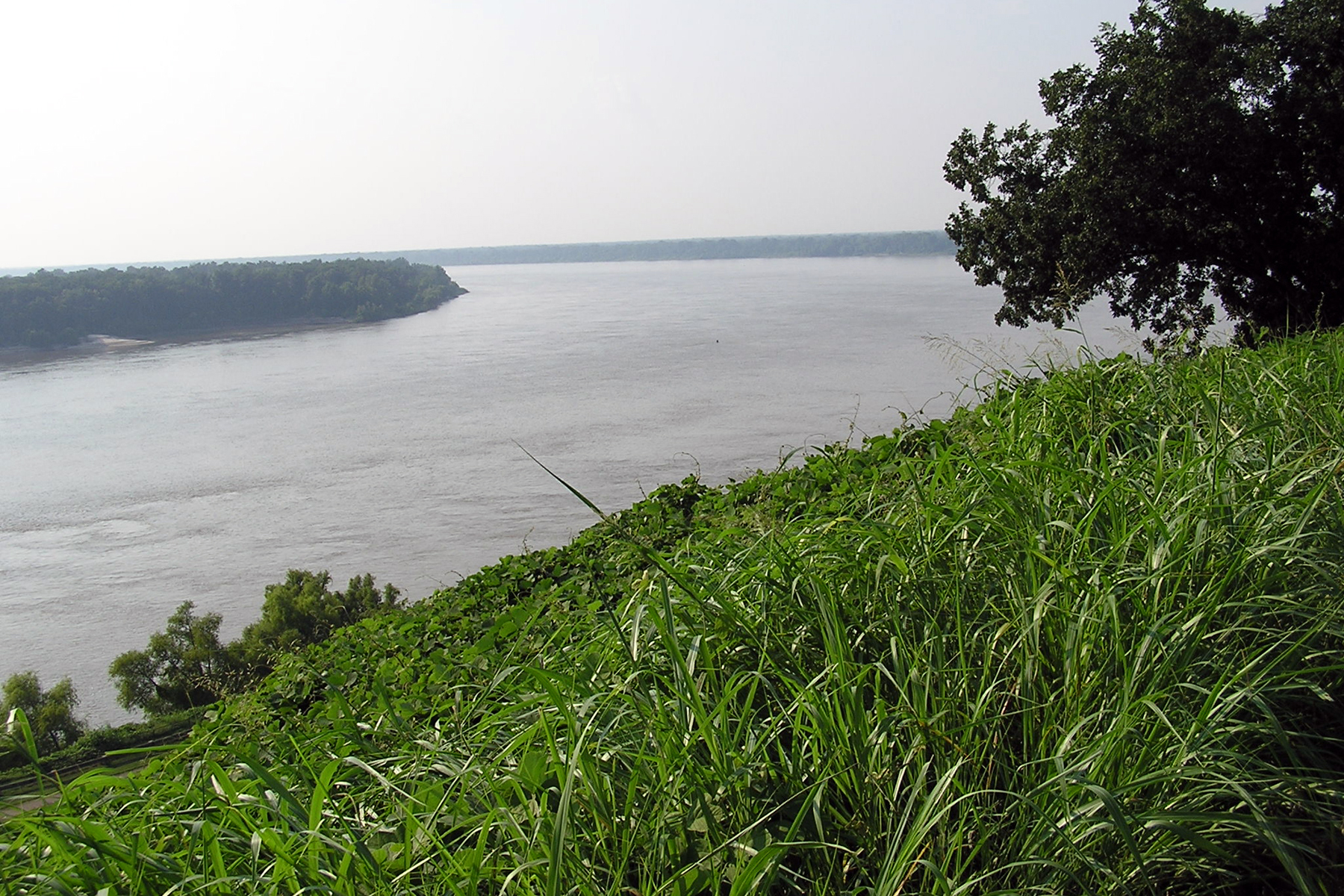
Der Blick von den Höhen Vicksburgs auf den Mississippi illustriert die kontrollierende Lage der Stadt über dem Fluss

Vicksburg lag auf einem überhöhten Plateau an einer scharfen Biegung des Flusses. Von den Höhen konnte die Schifffahrt auf dem Mississippi überwacht und unterbunden werden, deshalb wurde Vicksburg auch das „Gibraltar des Mississippi“ genannt. Das sogenannte Mississippi-Delta – bestehend aus dem Yazoo und seinen Nebenflüssen – erstreckte sich nördlich und ostwärts der Stadt in einer Nord-Süd-Ausdehnung von ca. 200 Meilen und 50 Meilen in der anderen Richtung. Entlang des Höhenzuges, der sich beiderseits Vicksburgs auf dem östlichen Ufer des Mississippi und des Yazoo erstreckte, befanden sich mit Artillerie verstärkte Befestigungen der Konföderierten. Das Gebiet westlich des Mississippi in Louisiana durchschnitten unzählige Flüsse und ehemalige Flussarme und nur wenige, schlechte Landstraßen.
Die Tennessee-Armee sollte im ersten Teil des Feldzugs aus Memphis vorgehend auf zwei Wegen angreifen:
Grant marschierte entlang der Mississippi Central Eisenbahnlinie mit 40.000 Mann nach Süden durch Mississippi. Sherman sollte mit der anderen Hälfte der Tennessee-Armee mississippiabwärts marschieren und in einer Zangenbewegung die Ortschaft Grenada, Mississippi auf der Landbrücke nördlich des Mississippi-Deltas angreifen. Die Armee sollte aus einem Hauptdepot an der Eisenbahnlinie versorgt werden. Grant ließ das Depot in Holly Springs, Mississippi anlegen. Nachdem die Versorgung sichergestellt war, sollte die Tennessee-Armee über Grenada nach Süden Vicksburg angreifen und einnehmen.

## Der Feldzug

### Vorstoß entlang der Mississippi Central Eisenbahnlinie
Grant begann den Vormarsch mit gewaltsamer Aufklärung am 8. November 1862. Die Truppen erreichten am 1. Dezember den Tallahatchie 40 Meilen südlich der Grenze zu Tennessee. Die Versorgung der Truppenteile gestaltete sich wegen Lokomotivenmangels schwierig; Holly Springs wurde das entscheidende Depot für die Fortsetzung des Angriffs.
Johnston, der für das Territorium zwischen den Appalachen und dem Mississippi verantwortlich war, empfahl am 24. November dem Kriegsminister der Konföderation, mit der Mississippi-Armee und den Truppen Generalleutnant Theophilus H. Holmes aus Trans-Mississippi zunächst Grant zu schlagen und dadurch Mississippi halten, um danach Missouri erobern zu können. Mit der derzeitigen Kräfteverteilung sei Vicksburg in Gefahr. Pemberton, Oberbefehlshaber der konföderierten Mississippi-Armee, bestand am 27. November erneut auf Verstärkungen durch Holmes, der sich weigerte 10.000 Mann abzustellen. Auf Weisung Johnstons stellte General Braxton Bragg am 29. November eine Brigade mit 1.000 Mann nach Meridian, Mississippi ab.
Der Widerstand des konföderierten I. Korps der Mississippi-Armee unter Earl Van Dorn wuchs nach Aufgabe des Tallahatchie. Die Südstaatler bezogen nach Aufgabe Grenadas Verteidigungsstellungen am Südufer des Yalobusha. Gleichwohl waren die Konföderierten dem ihnen gegenüberstehenden Teil der Tennessee-Armee unterlegen.
Wegen der frühzeitigen Einnahme Grenadas durch den linken Flügel der Tennessee-Armee war der erste Teil des Operationsplanes bereits Anfang Dezember erreicht, ohne dass der rechte Flügel eingesetzt worden war. Grant befahl Sherman am 8. Dezember deshalb in Abänderung des ursprünglichen Plans, nördlich Vicksburgs am Yazoo zu landen und die Mississippi Central Eisenbahnlinie nördlich und ostwärts von Vicksburg zu zerstören. Der linke Flügel der Tennessee-Armee sollte unter Grants Führung aus Norden vorrückend Sherman unterstützen. Anschließend sollte Vicksburg gemeinsam eingenommen werden.
Dabei setzte Grant Sherman keine Termine, sondern befahl ihm, schnellstmöglich mit allen in Memphis versammelten Truppenteilen anzutreten. Einer seiner Beweggründe für diese Art der Befehlsgebung war Grants mangelndes Vertrauen in die Führungsfähigkeiten McClernands, der wegen seines höheren Dienstalters sofort nach seinem Eintreffen in Memphis das Kommando über den rechten Flügel der Tennessee-Armee übernommen hätte. Auch den Angriff am Yazoo wollte Grant nicht durch den politischen General McClernand geführt wissen und drängte deshalb zur Eile.
Sherman schiffte sich in Memphis ein und marschierte am 20. Dezember flussabwärts. Nach dem Ablegen hatte Sherman keine Verbindung mehr zum Armeeoberbefehlshaber.
Grant war nur 80 Meilen weit gekommen, als Van Dorns Kavallerie am 20. Dezember das bei Holly Springs eingerichtete Depot vernichtete. Gleichzeitig fiel Brigadegeneral Nathan Bedford Forrest auf seinem ersten Raid ins westliche Tennessee ein und zerstörte die Nachschublinien Grants beiderseits Jacksons, Tennessee nachhaltig. Weil Grant deshalb den Angriff entlang der Eisenbahnlinie auf absehbare Zeit nicht fortsetzen konnte, wich der linke Flügel der Tennessee-Armee bis zum 10. Januar nach Memphis aus.

### Kämpfe am Yazoo

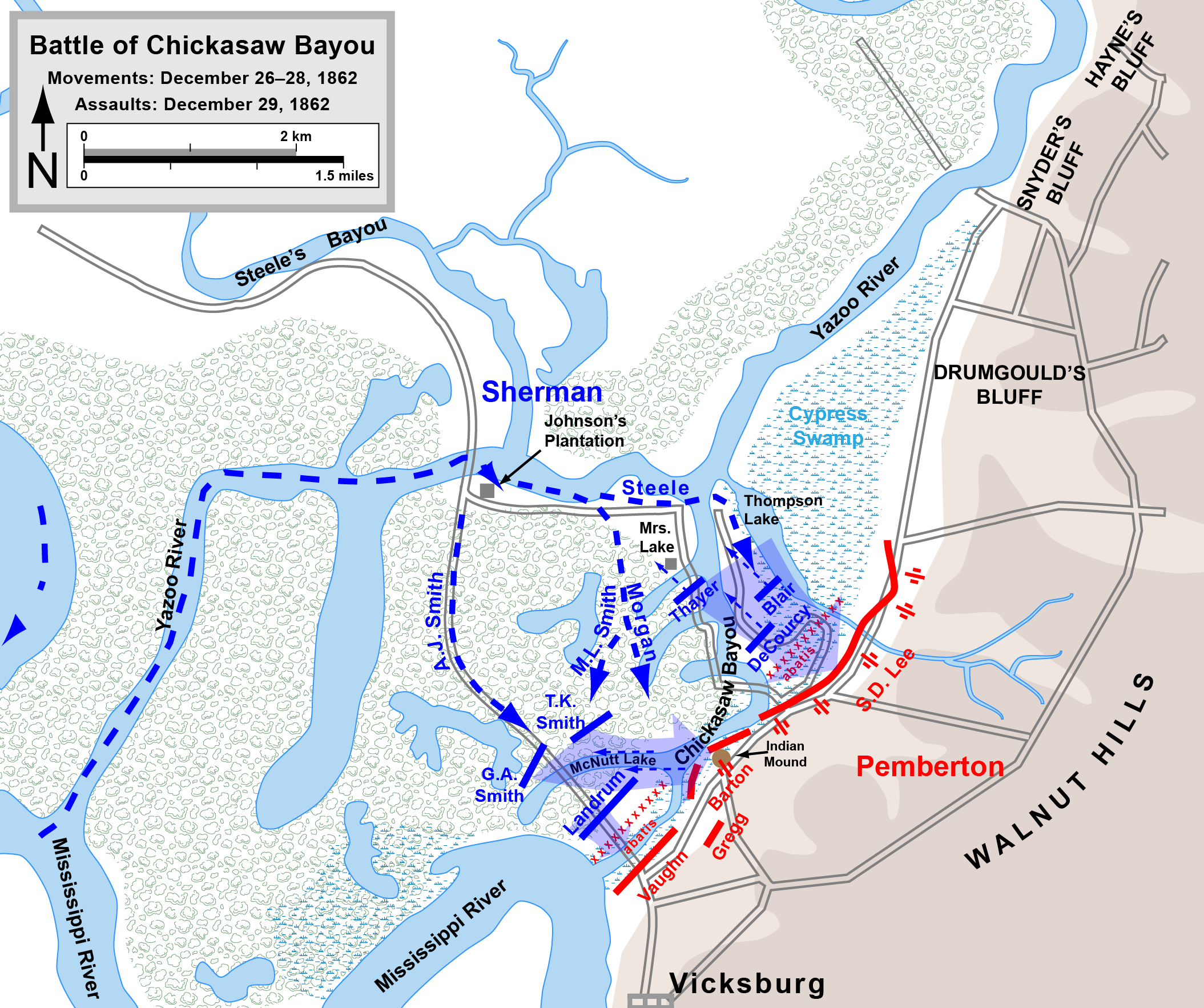
Schlacht am Chickasaw Bayou
rot: konföderierte Truppen
blau: Unionstruppen

Der rechte Flügel der Tennessee-Armee unter Sherman erreichte Millikens Bend, Louisiana, 25 Meilen nordwestlich von Vicksburg, am 22. Dezember und zerstörte zunächst einen Teil der Vicksburg & Shreveport Eisenbahnlinie, bevor die Truppen am 25. Dezember zu einem geeigneten Landungspunkt zwölf Meilen yazooaufwärts übersetzten.
Das Gelände vor den Soldaten der Tennessee-Armee war dicht bewaldet, sumpfig und von nahezu unüberwindlichen Bayous durchzogen. Das Chickasaw Bayou, das parallel zur Angriffsrichtung lag, trennte die angreifenden Divisionen und erschwerte die Verbindungen. Zusätzlich hatten die Konföderierten mit gefällten Bäumen Sperren errichtet. Die Flüsse und Bayous waren eingedeicht. Hinter den Deichen befanden sich Wege, auf denen die Konföderierten sich gegen Sicht geschützt bewegen konnten und so den Schwerpunkt der Verteidigung verschieben konnten. Die Klippe Chickasaw Bluffs verlief am Rand des Deltas mit einer Höhe bis zu 60 m und bot Einsatzmöglichkeiten für schwere Geschütze.
Sherman griff nach zweitägigem Geplänkel die Konföderierten am Chickasaw Bayou am 29. Dezember mit 30.075 Soldaten an. Die Konföderierten verteidigten sich mit ca. 12.000 Mann und wehrten alle Angriffe ab. Sherman stellte wegen der großen Verluste am 1. Januar 1863 die Angriffe ein und schiffte das Korps nach Millikens Bend ein. Sherman schrieb in dem Bericht über die Niederlage am 5. Januar in caesarischer Manier:

I reached Vicksburg at the time appointed, landed, assaulted, and failed.

„Ich erreichte Vicksburg zur festgesetzten Zeit, landete, griff an und scheiterte.“

### Angriff am Arkansas

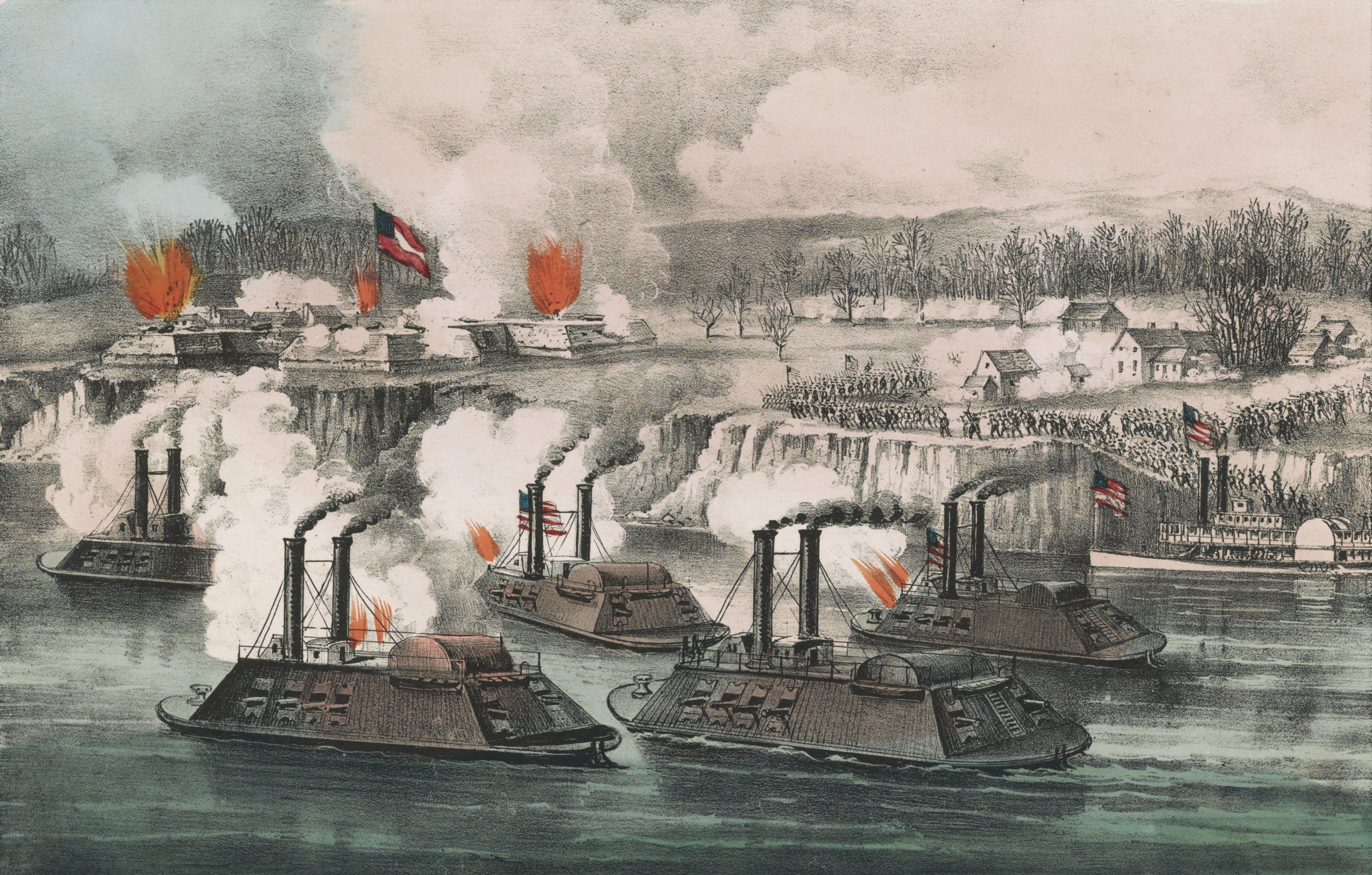
Angriff auf Arkansas Post

McClernand traf am 28. Dezember in Memphis ein und fuhr am 30. Dezember mississippiabwärts, um den Feldzug nach Vicksburg persönlich zu führen, so wie es ihm Präsident Lincoln erlaubt hatte. Er erreichte Millikens Bend am 2. Januar, übernahm zwei Tage später das Kommando über Shermans Divisionen und bildete aus seinen und Shermans Divisionen die Mississippi-Armee der Union mit zwei Korps, nicht ohne sich vorher beim Kriegsminister zu beschweren, der Einsatz Shermans sei absichtlich ohne ihn durchgeführt worden, um den Präsidenten und den Kriegsminister zu brüskieren. Da immer noch keine Verbindung zum Armeeoberbefehlshaber Grant bestand, meldete Sherman in einem Bericht am 5. Januar direkt dem Oberbefehlshaber des Heeres, General Halleck, die Niederlage am Chickasaw Bayou und seine Einflussnahme auf die Entscheidung McClernands, zunächst nicht weiter nach Vicksburg anzugreifen, sondern stattdessen Arkansas Post am Arkansas anzugreifen.
Die Bedeutung Arkansas Posts lag nach der Einschätzung beider Generale darin, dass von dort eine ständige Gefahr für den Schiffsverkehr auf dem Mississippi ausging – war doch erst wenige Tage vorher ein Dampfer mit Flößen gekapert worden. Zum anderen würden die Soldaten der Armee beschäftigt. McClernand wollte sich nach Ausschaltung dieser Bedrohung aber nicht wieder dem ursprünglichen Ziel des Feldzugs, Vicksburg, zuwenden, sondern weiter in Richtung Little Rock, Arkansas vorgehen.
Die Mississippi-Armee fuhr den Mississippi und Arkansas ca. 100 Meilen flussaufwärts und griff den Stützpunkt am 10. und 11. Januar 1863 in einer kombinierten Operation mit der Marine mit mehr als 32.000 Mann an. Die mehr als sechsfach unterlegene Besatzung von Arkansas Post ergab sich nach heftigen Kämpfen um das Fort. Die Verluste der Union betrugen 1.061 Soldaten, die der Konföderierten 140 Gefallene und Verwundete. 4.793 Soldaten ergaben sich. Die Mississippi-Armee kehrte am 17. Januar nach Millikens Bend zurück.

### Sicht der Konföderierten
Durch die Abwehr des Angriffs auf Chickasaw Bluffs blieben die Konföderierten im Besitz des Yazoo, der bis in die Mitte des Staates bis zur Mississippi Central Eisenbahnlinie schiffbar war und auf dem eine große Anzahl Dampfschiffe für Truppentransporte vor Anker lagen. Die Höhenzug selbst blieb von Haynes Bluff am Yazoo bis südlich Vicksburg bei Warrenton in konföderierter Hand und war zum Fluss hin stark befestigt. Wegen des Ausweichens Shermans und des Abmarsches des gesamten rechten Flügels der Tennessee-Armee nach Arkansas Post, kam Pemberton zu der Auffassung, dass der Gegner den Plan, Vicksburg zu erobern, aufgegeben habe. Dies meldete er am 2. Januar dem Kriegsminister, jedoch nicht seinem Vorgesetzten, General Johnston. Das Hauptaugenmerk Pembertons lag von nun an auf den Annäherungsmöglichkeiten Grants nach Vicksburg, also dem Mississippi aus Norden und der Mississippi Central Eisenbahnlinie.

### Übernahme des Kommandos für den Angriff auf Vicksburg
Generalmajor Grant wollte nach dem Ausweichen vom Tallahatchie den Angriff auf Vicksburg unter der Führung McClernands fortsetzen. Er erhielt erstmals am 11. Januar Informationen über Shermans Niederlage und die Absicht McClernands. Die Operation McClernands nannte Grant in der Meldung an den Oberbefehlshaber des Heeres ein fruchtloses Unterfangen („wild-goose chase“) und befahl McClernand folgerichtig, alle Bewegungen, die nichts mit dem Ziel des Feldzugs – Vicksburg – zu tun hatten, einzustellen und unverzüglich nach Millikens Bend zurückzukehren. Grant missbilligte ausdrücklich den Vorstoß nach Arkansas Post. Grant schiffte sich mit McPhersons Korps nach Lake Providence und Millikens Bend ein, um McClernand von der Führung des Angriffs auf Vicksburg zu entbinden und das Kommando selbst zu übernehmen. Das führte zu einer Beschwerde McClernands direkt an Lincoln. McClernand beklagte sich bitterlich über die „West-Point-Clique“, die ihm den Erfolg bei Arkansas Post neide und ihn seit Monaten mit Missgunst verfolge. Grant löste die Mississippi-Armee nach dem Eintreffen in Millikens Bend am 20. Januar auf. McClernand wurde Kommandierender General des XIII., Sherman Kommandierender General des XV. Korps der Tennessee-Armee.
Grant richtete sein Hauptquartier am 30. Januar 1863 bei Millikens Bend ein und übernahm die Führung des Feldzuges gegen Vicksburg persönlich. Der Kommandobereich wurde auf die Gebiete westlich des Mississippi ausgedehnt, die Grant für die Durchführung des Feldzuges benötigte. Grant war überzeugt, Vicksburg mit den zur Verfügung stehenden Kräften einnehmen zu können; die Einnahme sei nur eine Frage der Zeit. Wegen der stark befestigten Ufer, war das Ziel von nun an, die Tennessee-Armee zunächst auf dem Höhengelände nördlich oder südlich von Vicksburg auf dem Ostufer des Mississippi zu positionieren und anschließend von dort aus Vicksburg anzugreifen. Die vier Korps der Tennessee-Armee waren wie folgt räumlich verteilt:
1. XV. Korps (Sherman) bei Youngs Point (gegenüber der Yazoo-Mündung) 12 Meilen westlich von Vicksburg
2. XIII. Korps (McClernand) bei Millikens Bend 25 Meilen nordwestlich von Vicksburg
3. XVII. Korps (McPherson) am Lake Providence 50 Meilen nördlich von Vicksburg
4. XVI. Korps (Hurlbut) im westlichen Tennessee 200 Meilen nördlich von Vicksburg

Grant glaubte nicht an die wiederholt angekündigte Unterstützung durch Banks, die bereits während der ersten Monate des Feldzuges ausgeblieben war. Sollte Banks jedoch tatsächlich nach Port Hudson vorgehen, beabsichtigte Grant, Banks zwei Divisionen auf dem rechten Ufer entgegenzuschicken.
Nahezu gleichzeitig begann die Tennessee-Armee Ende Januar/Anfang Februar mit drei unterschiedlichen Ansätzen, die Voraussetzungen für die Eroberung der Höhen nördlich und südlich von Vicksburg zu schaffen.

### Kanal über die DeSoto-Halbinsel

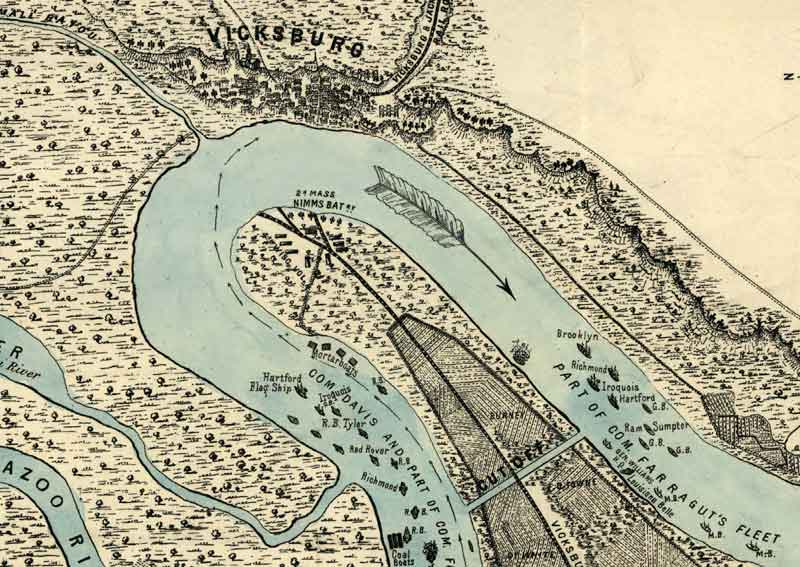
Grants Kanal

Shermans Korps sollte den schon im vergangenen Jahr begonnenen Kanal durch die De Soto Halbinsel fertigstellen. Nach der Fertigstellung sollten Kanonenboote und Transportschiffe, ohne von der Artillerie in Vicksburg beschossen werden zu können, den Mississippi südlich von Vicksburg erreichen und eine Landung dort unterstützen. Die Arbeiten begannen am 24. Januar und wurden durch anhaltende Regenfälle, die das Grundwasser und die Flüsse im Delta steigen ließen, behindert. Grant setzte zur Unterstützung der Soldaten Shermans zusätzlich dampfgetriebene Schwimmbagger ein und meldete die Fertigstellung der Arbeiten zunächst bis Anfang, später bis Ende März. Das Hochwasser führte im März zu einem Dammbruch am Einlass des Kanals und am 29. März zum Abbruch des Unternehmens.

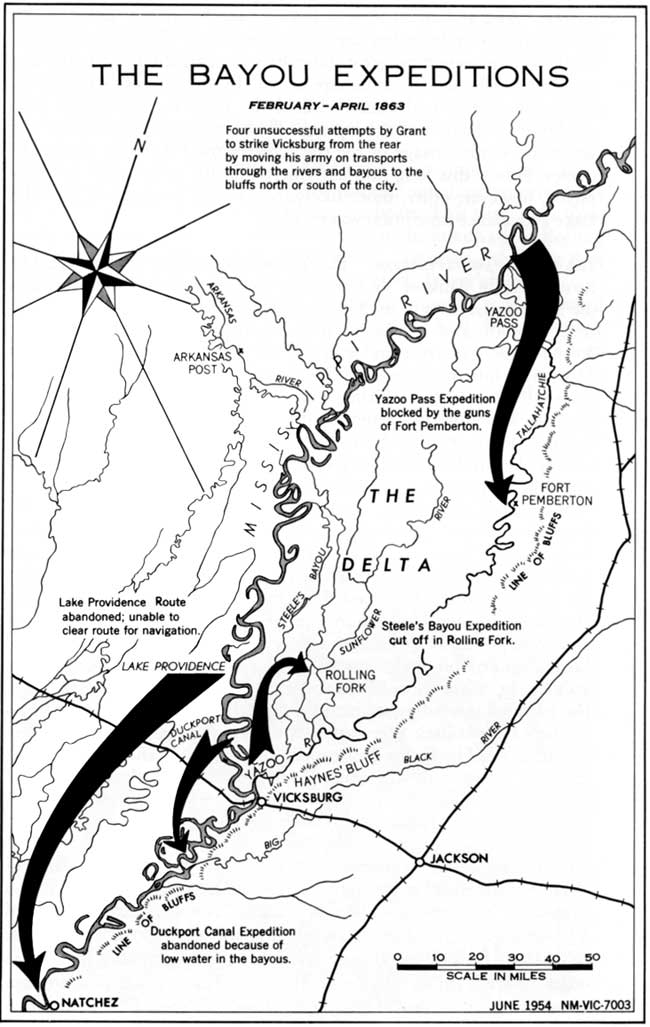
Vorbereitungen für den Angriff auf Vicksburg

### Lake Providence
McPhersons Korps sollte am Lake Providence, ca. 30 Meilen nördlich von Millikens Bend, einen Kanal zu einem ehemaligen Arm des Mississippi bauen, der über den Red River ca. 150 Meilen südlich Vicksburgs wieder in den Mississippi mündete. Das Korps begann am 2. Februar die Bayous zu vertiefen und von inzwischen dort gewachsenen Bäumen zu befreien. Auch dieses Vorhaben ging nur zäh vorwärts, weil das Hochwasser McPherson zwang, die Camps für die eingesetzten Soldaten fünf bis sechs Meilen von deren Einsatzorten entfernt auf trockenem Untergrund zu bauen und die Soldaten ständig im Wasser arbeiten mussten. Trotzdem waren die Arbeiten Ende März weitgehend fertiggestellt. Das Unternehmen wurde wegen sinkender Wasserstände und des Beginns des zweiten Vicksburg-Feldzuges am 29. März abgebrochen.

### Vorstoß über Yazoo Pass
Grant befahl ca. 200 Meilen nördlich von Vicksburg einen Kanal zu bauen, der den Moon Lake mit dem Mississippi verband. Über den Yazoo Pass und den Coldwater sollten dann Truppenteile ins Mississippi-Delta verlegt werden, so dass anschließend auf dem Tallahatchie und dem Yazoo Vicksburg von Norden angegriffen werden konnte. Am 4. Februar meldete Grant, dass durch diesen Kräfteansatz alle Truppentransporter auf dem Yazoo, zwei in Bau befindliche Kanonenboote und sogar die Eisenbahnbrücken im Landesinneren zerstört werden könnten. Die Konföderierten hatten von diesem Plan erfahren. Pemberton entsandte einen kleinen Verband, der die Bewegungen der Boote auf den schmalen Wasserwegen aufhalten sollte. Die Unionsflottille hatte deshalb nicht nur mit niedrigen Bäumen zu kämpfen, die immer wieder die Aufbauten und Schornsteine beschädigten, sondern auch mit gefällten Bäumen, die die Konföderierten als Sperren in die Fahrrinne warfen. Erst am 2. März dampfte eine eingeschiffte Division den Coldwater hinab und ging bei Greenwood, Mississippi am 10. März vor Anker. Pemberton hatte dort am Zusammenfluss des Tallahatchie und des Yazoo ein Fort – Fort Pemberton – anlegen lassen, das die Weiterfahrt der Unionsflottille verhinderte. Alle Angriffe auf das Fort Mitte März blieben erfolglos.
Zur Unterstützung dieser Kräfte schlug Admiral Porter vor, die gepanzerten Kanonenboote mit Unterstützung einer Division Shermans von Süden am nördlichen Ende der konföderierten Stellungen bei Haynes Bluff vorbei durch das Delta vordringen zu lassen. Das Vorhaben begann am 16. März und litt unter denselben schlechten Bedingungen wie der Angriff über den Yazoo Pass. Fünf Kanonenboote gelangten durch die Bayous bis zur Mündung des Rolling Fork und wurden dort am 20. März von den Konföderierten zum Ausweichen gezwungen. Nur durch das Eingreifen der Infanteriedivision aus Shermans Korps konnten die Boote bis zum 27. März die Ausgangshäfen wieder erreichen. Anschließend kehrte auch die Yazoo Pass-Expedition nach Helena, Arkansas zurück.

## Gründe des Scheiterns
Die Tennessee-Armee bestand aus ca. 70.000 Soldaten und war der konföderierten Mississippi-Armee mehr als dreifach überlegen. Der Kräfteansatz Generalmajor Grants verhinderte eine Schwerpunktbildung durch die Konföderierten; die Mississippi-Armee musste die Masse ihrer Kräfte unter Van Dorn Grant und den Rest unter Generalmajor Martin L. Smith Sherman gegenüberstellen.
Der Schwachpunkt der auf dem Landweg entlang der Mississippi Central Eisenbahnlinie vorgehenden Truppenteile Grants waren die überdehnten Verbindungs- und Versorgungswege. Grant hatte deshalb das Hauptdepot für den Feldzug in Holly Springs dicht hinter den vorgehenden Korps eingerichtet. Die Versorgung dieses Depots erfolgte aus Columbus, Kentucky – 400 Meilen im Norden – über die Mobile & Ohio Eisenbahnlinie.
Genau diese Schwachstellen griffen die Konföderierten am 19. und 20. Dezember an. Forrest zerstörte die Eisenbahnlinie und die Telegrafenverbindungen nördlich und südlich Jacksons nachhaltig und Van Dorn zerstörte das Depot bei Holly Springs und die Verbindungslinien nach Memphis. Grant musste ohne Verbindungen und Aussicht auf Versorgungsgüter nach Memphis ausweichen.
Die Konföderierten konnten deshalb Kräfte in die Umgebung von Vicksburg verlegen und dadurch Shermans Angriff auf die Chickasaw Bluffs abwehren. Dieser Angriff durch unwegsames Gelände gegen eine starke Stellung hätte nach der Beurteilung Shermans nur erfolgreich sein können, wenn die Masse der Tennessee-Armee über Grenada weiter nach Süden vorgegangen wäre. Der Abbruch der Verbindungen nach Shermans Abmarsch aus Memphis war der entscheidende Grund für das Misslingen des Angriffs am Chickasaw Bayou.
Grant ließ mit fast an Starrsinn grenzender Hartnäckigkeit keine Möglichkeit aus, Vicksburg zu erobern. Alle Pläne waren jedoch wegen der Umstände – Gegner, Gelände und Wetter – für Menschen und Material zu anspruchsvoll. Alle Versuche, Vicksburg zu umgehen und eine gute Ausgangsposition für einen Angriff zu finden, schlugen fehl. Grant erklärte später, dass er diese Fehlschläge erwartet hatte und damit nur versucht hatte, die Armee beschäftigt und motiviert zu halten. Wäre jedoch einer seiner Versuche erfolgreich gewesen, hätte Grant ihn sicherlich ausgenutzt und Vicksburg angegriffen.
Grant blieben nun drei Möglichkeiten, Vicksburg anzugreifen:
1. Frontal über den Mississippi aus Westen,
2. aus Memphis heraus erneut entlang der Mississippi Central Eisenbahnlinie oder
3. von Südosten nach Vicksburg vorgehend.

Grant wählte die dritte Möglichkeit (siehe auch Zweiter Vicksburg-Feldzug).